# کد رنگی الکترونیک

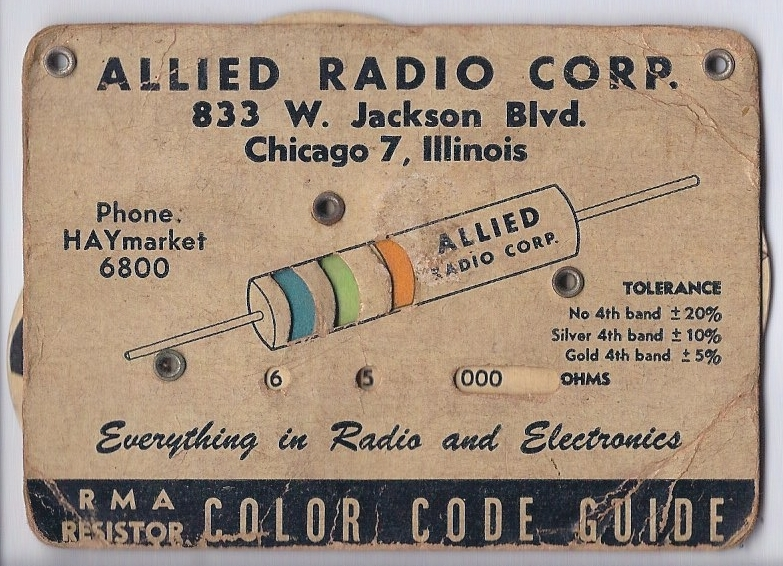
راهنمای کدرنگ‌های مقاومت RMA (انجمن سازندگان رادیو) ۱۹۴۵–۱۹۵۵

کد رنگی الکترونیک مجموعه‌ای از کدهای رنگی است که برای نشان‌دادن مقدار مقاومت الکتریکی ابزار و قطعات الکترونیکی به‌ویژه مقاومت‌ها؛ و همچنین خازن‌ها، سلف‌ها، دیودها و غیره، به‌کار می‌رود. مجموعهٔ کد جداگانه‌ای هم برای شناسایی سیم‌ها در برخی از کابل‌های مخابراتی مورد استفاده قرار دارد. این کدرنگ‌ها برای اولین بار در سال ۱۹۲۰ میلادی به نام EIA-RS-279 بدست انجمن سازندگان رادیو که اکنون بنام مجمع صنایع الکترونیک (EIA) شناخته می‌شود منتشر شد و استفاده از آن به سرعت توسعه یافت. استاندارد بین‌المللی فعلی IEC ۶۰۰۶۲ است، که توسط کمیسیون الکتروتکنیکی بین‌المللی تهیه و منتشر شده‌است. استفاده از کد رنگی مزایای زیادی از جمله راحتی خوانده شدن و مقاومت در برابر فرسایش را دارد.

## نحوهٔ بدست آوردن مقدار مقاومت‌ها از روی کد رنگی الکترونیک
نخستین نوار رنگی از سمت چپ به معنای یک عدد ویژه است. مثلاً رنگ قهوه‌ای یعنی (۱) یا رنگ آبی یعنی (۶) این شماره را نوشته و شماره‌ای که نوار رنگی بعدی به ما نشان می‌دهد را نیز جلوی عدد نخست می‌نویسیم (این نوار بیان‌کننده شمارهٔ رقم دوم مقاومت است).
نوار رنگی سوم تعداد صفرهایی را که باید جلوی دو شمارهٔ قبلی گذاشته شود را مشخص می‌کند.
مثال: اگر نوارهای رنگی روی یک مقاومت از سمت چپ به ترتیب: نارنجی – قرمز –آبی باشد. مقدار مقاومت چقدر است؟
ج: با توجه به جدول رنگ‌های یاد شده به ترتیب اعداد ۳ – ۲ و ۶ را نمایش می‌دهند پس:
مقدار مقاومت ۳۲۰۰۰۰۰۰ اهم می‌باشد.
تلرانس (ضریب خطا): رنگ چهارم بیان‌کننده اندازهٔ خطای یک مقاومت است. برای نمونه اگر این نوار به رنگ طلایی باشد اندازهٔ خطای مقاومت ۵ درصد و اگر هیچ رنگی در نوار چهارم نباشد یعنی بی‌رنگ باشد خطای آن ۲۰ درصد و اگر نقره‌ای باشد مقدار خطای آن ۱۰ درصد خواهد بود.
جدول زیر رنگها و رقم‌ها را نشان می‌دهد.

## جدول رنگ‌ها و رقم‌ها
| درصد خطا | رقم  | رنگ     |
| -------- | ---- | ------- |
| ----     | ۰    | سیاه    |
| ۱٪       | ۱    | قهوه‌ای  |
| ۲٪       | ۲    | قرمز    |
| ۳٪       | ۳    | نارنجی  |
| ۴٪       | ۴    | زرد     |
| ----     | ۵    | سبز     |
| ----     | ۶    | آبی     |
| ----     | ۷    | بنفش    |
| ----     | ۸    | خاکستری |
| ----     | ۹    | سفید    |
| ۵٪       | ---- | طلایی   |
| ۱۰٪      | ---- | نقره‌ای  |
| ۲۰٪      | ---  | بی‌رنگ   |

## به خاطر سپردن کدها و رنگ‌ها
۱- برای اینکه بتوان رنگها و رقم‌ها را سریع‌تر به خاطر سپرد می‌توان برای آن یک رمز گذاشت بهتر است بیت زیر را از
برکنید.
«ساقی قدحی قرار نه زیر سبو/آبی بفشان خانهٔ سنبل به نکو»
در این سروده (س) ساقی حرف اول رنگ سیاه، (ق) قدحی حرف اول قهوه‌ای، حرف اول قرار یعنی قرمز، حرف اول (نه) یعنی نارنجی، حرف اول (زیر) یعنی زرد، حرف اول (سبو) یعنی سبز، حرف اول (آبی) یعنی آبی، حرف اول (بفشان) یعنی بنفش، حرف اول (خانه) یعنی خاکستری و حرف اول سنبل یعنی سفید.
۲- راه حل ساده دیگری نیز که به راستی مبنای این رنگ‌ها نیز بوده در دسترس است:
رنگ‌های رنگین کمان را می‌نویسیم:
بنفش نیلی آبی سبز زرد نارنجی قرمز
نیلی را حذف می‌کنیم به جهت اینکه فرق رنگ نیلی با آبی کم است. سپس به ابتدای این طیف سفید و خاکستری و به انتهای آن نیز قهوه‌ای و سیاه را اضافه می‌کنیم و از ۹ تا صفر شماره‌گذاری می‌کنیم.
۳- با استفاده از بیت روبرو:
سیه قهرمان قرمز ناتوان زند سبزوابی به خاک سفید
شاعر: علی نوذری
۴- همچنین با حفظ کردن کلمه سققن زسابخس می‌توانید تمامی رنگ‌ها را در این دوکلمه جای داده و اعداد و شماره‌های آن را تا ابد به یاد داشته باشید. به‌طوری‌که س اول حرف سیاه به شماره ۰ و ق اول حرف قهوه‌ای عدد ۱ و به همین صورت تا حرف س آخر که اول کلمه سفید و به شماره ۹ می‌باشد.
۵- با استفاده از بیت زیر:
سراب قامت قدر نگاهت ***زسر آتش بزد خاکسترم ساخت. 
6-یکی یکی خوانده و بنویسید.
7-با استفاده از کلمه« سقّنز ساب خس » 